# Parorchis acanthus
Parorchis acanthus är en plattmaskart som först beskrevs av Nicoll 1906.  Parorchis acanthus ingår i släktet Parorchis och familjen Philophthalmidae. Inga underarter finns listade i Catalogue of Life.